# Свети Атанасий (Витолище)
„Свети Атанасий“ (на македонска литературна норма: „Свети Атанасиј“) е православна църква край прилепското село Витолище, югозападната част на Северна Македония. Тя е главната селска църква на Витолище. Част е от Преспанско-Пелагонийската епархия на Македонската православна църква – Охридска архиепископия.

## География
Намира се в самия център на селото.

## История и обичаи
Църквата е построена по време на управлението на Стефан Душан. Оригиналните покриви и кубето ѝ са разрушени.
Специфично събитие, свързано с църквата, е честването на православния празник Богоявление. Именно на този ден селяните се събират в центъра на селото, където се намира църквата. Всеки взема по една икона и три пъти обикаля двора на църквата с молитви. След това всички заедно отиват на река Краващина, където се хвърля кръстът. След като най-големият късметлия хване кръста, той обикаля селото и хората го даряват с мед, сирене, ракия и сладкиши. Във водата, където е хвърлен кръстът, иконите се измиват и се връщат в църквата. На същия ден се избира новият кум за годината, а след това се избират 10 души, наречени „шкуртари“. Посещава се домът на всеки един от тях, докато се стигне до последния, където се сервира вечерята.

## Галерия
- Страничен поглед към църквата
- Поглед към камбанарията и кубето на църквата